# Solpugema spectralis
Solpugema spectralis är en spindeldjursart som först beskrevs av William Frederick Purcell 1899.  Solpugema spectralis ingår i släktet Solpugema och familjen Solpugidae. Inga underarter finns listade i Catalogue of Life.